# Тувинская Народная Республика
Туви́нская Наро́дная Респу́блика (латиница — тув. Тьва Arat Respuʙlik, кириллица — тув. Тыва Арат Республик) — частично признанное (СССР — в 1924 году и МНР — в 1926 году) государство в Южной Сибири с 1921 по 1944 год. В 1921—1926 годах официально называлась Танну́-Ту́ва. Не была признана Бэйянским, затем гоминьдановским Китаем, частью которого считалась большинством стран мира. В 1944 году вошла в состав СССР как Тувинская автономная область в составе РСФСР.

## История

### Возникновение
Возникла на территории бывшего протектората Российской империи, известного как Урянхайский край, после Октябрьской революции.
В марте 1917 года после сообщения о свержении монархии в России на территории Урянхайского края началось активное создание Советов. Совдеп сразу попытался разоружить дислоцировавшуюся в Белоцарске сотню забайкальских казаков. Но казаки отказались подчиняться, разогнали совдеп и красную гвардию и ушли в Забайкалье. С исчезновением этой силы в Урянхае усилились антирусские настроения. Часть урянхайской знати вследствие революционного развала пришла к выводу об ошибочности ставки на Россию и начала подыскивать защиту со стороны других государств. Эти поиски усилились после разграбления большевиками скота русских купцов, так как знать испугалась, что большевизмом заразится и местное простонародье. Со своей стороны большевики обещали тувинцам независимость.
В марте 1918 года на IV съезде русского населения края в Туве провозглашена советская власть. 11 июня 1918 года открылся V съезд русского населения края, а 13 июня — съезд представителей тувинского народа. Вопрос о самоопределении Урянхая составлял главный пункт в порядке дня урянхайского съезда, созванного Краевым Советом депутатов (председатели — Беспалов С. К. (25.03.1918 — 2.05.1918), Терентьев М. М.(7.05.1918—7.07.1918)). Советская власть декларировала, что тувинцы свободны от всех обязательств перед Россией. 18 июня 1918 года состоялось совместное заседание русского и тувинского съездов, на котором единодушно был принят Договор о самоопределении Тувы, дружбе и взаимной помощи русского и тувинского народов.
После этого урянхайская знать вступила в прямые переговоры с правительствами Монголии и Китая о переходе в их подданство. Русским прямо говорилось: «Мы будем вынуждены подчиниться тому государству, на чьей стороне окажется право и сила…» В июне 1918 года в край прибыла китайская делегация из высокопоставленных китайских чиновников, с целью знакомства с положением в крае для торговой экспансии. Товары первой необходимости китайских и монгольских купцов стоили значительно дешевле, чем русские. Такая дешевизна, естественно, вызывала симпатии тувинцев к монголам и китайцам. Недовольство русским правительством усиливалось запретами, которые они ввели на въезд китайцев и монголов на территорию края при «практически полном отсутствии на рынке русских товаров».
Для переговоров с китайцами VI краевым русским съездом был командирован Я. И. Мальцев, отметивший наращивание военного присутствия Монголии и Китая в регионе и пришедший к выводу о вероятной в скором будущем их агрессии в Урянхай. Мальцев констатировал: «Никакие переговоры представителей русской власти с урянхайскими нойонами восстановить прежнее положение не могут. Для того чтобы сохранить в крае спокойствие […] необходима немедленная присылка сюда казачьей сотни, с правом соорганизования в случае надобности добровольческих дружин». Временное Сибирское правительство решило направить в край просимый отряд «в интересах поддержания в крае порядка, ввиду агрессивных действий монголов и китайцев, проявления большевизма, грабежей скота урянхами и для охраны складов оружия». В октябре 6-я сотня 3-го Сибирского казачьего полка, укомплектованная молодыми казаками из Павлодарского уезда, прибыла в Белоцарск.
Осенью 1918 года началось вторжение в Туву китайских войск под командованием Ян-Шичяо. Они заняли южные и западные районы. Вслед за китайцами в Туву вошли монгольские войска под командованием крупного феодала Максаржава. Они нацелились на столицу края Белоцарск.
Советская власть на территории Тувы продержалась недолго: в июле 1918 IV краевой съезд объявил о ликвидации Советов и о поддержке нового Временного Сибирского правительства П. В. Вологодского.
Весной 1919 года в Туве вспыхнул антирусский мятеж: начались столкновения местных жителей с русскими крестьянами и купцами. Руководили восставшими тувинские чиновники. Начались грабежи русского населения. С 1 по 3 июня 1919 г. в районе реки Кемчик восставшие тувинцы, насчитывавшие до 600 человек, разграбили и сожгли все торговые фактории по Кемчику, убив до 60 русских и разогнав остальное русское население. По данным И. И. Серебренникова, восстание сопровождалось первобытными расправами над русскоподданными, которых связанными сбрасывали в реку Кемчик, не разбирая старых, молодых, женщин, детей. Малочисленность русских войск в крае, распылённых по большой территории, не позволяла справиться с повстанцами, а также парализовать агрессивные действия китайских и монгольских вооружённых сил.
14 июня 1919 года отряды красных партизан Баджейской Советской Республики под командованием А. Кравченко и П. Щетинкина, численностью около 1500 человек, отступавших под сильным нажимом Русской армии, покинули территории Канского и Красноярского уездов России и, разоряя по пути сёла и станицы, вошли на территорию Урянхайского края. Руководство партизан сумело договориться с монголами, пообещав им как можно скорее уйти из Тувы. Китайцы не рискнули начать активные военные действия против превосходящих сил красных. 12 июля 1919 года чиновники и казаки, потерявшие уже треть штатного состава, были вынуждены эвакуироваться из Белоцарска. 18 июля 1919 года красные партизаны захватили столицу Урянхайского края. В руки партизан попали большие «запасы патронов… пороха и свинца». В отряды партизан вливалось русское население «Подхребтинского района», состоящее из бывших каторжан, спасавшееся от восставших тувинцев, а также монголов и китайцев. Другие русские селения, настроенные против большевиков, были разграблены, многие жители были убиты. После победы над отрядами казаков, Красная армия разбила китайские отряды. В конце 1920 — начале 1921 годов последние китайские солдаты ушли из Тувы. Летом 1921 года в связи с начавшейся в Монголии революцией из Тувы ушёл и монгольский отряд. Советская власть в крае была восстановлена. Теперь судьба Тувы должна была решиться в Москве.
В середине 1921 года местные революционеры, поддержанные Красной Армией РСФСР, приняли решение о провозглашении национального суверенитета Тувы. В июне 1921 года в центре западных кожуунов — Чадане — состоялось совещание с представителями двух хемчикских кожуунов, Даа и Бэйсе, где проживало большинство тувинского народа. Принятое совещанием постановление гласило: «Мы, представители двух хемчикских кожуунов, находим, что единственным, самым верным и лучшим путём дальнейшей жизни нашего народа будет именно путь достижения полной самостоятельности нашей страны. Решение вопроса о самостоятельности Урянхая в окончательной форме мы переносим на будущий общий урянхайский съезд, где будем настаивать на нашем теперешнем постановлении. Представителя Советской России просим поддержать нас на этом съезде в нашем желании о самоопределении».
13—16 августа 1921 года в местечке Суг-Бажы у села Атамановка (ныне село Кочетово в Тандинском кожууне) прошёл Всетувинский учредительный хурал (съезд), в работе которого принимали участие представители всех кожуунов Тувы в составе около 300 человек (свыше 200 из них были аратами); на нём присутствовали также делегация Советской России и представители Дальневосточного секретариата Коминтерна в Монголии. В первый день хурал принял резолюцию о создании самостоятельного тувинского государства Танну-Тува. В резолюции было сказано: «Народная Республика Тану-Тува является свободным, ни от кого не зависящим в своих внутренних делах государством свободного народа, в международных же отношениях Республика Тану-Тува действует под покровительством Российской Социалистической Федеративной Советской Республики».
14 августа 1921 года была провозглашена независимость Республики Танну-Тува, были созданы органы власти, принята первая Конституция из 22 статей. Новой Конституцией ТНР, в частности, устанавливалась свобода вероисповедания. Столицей республики стал город Хем-Белдыр. К 1923 году советские войска были выведены из Тувы. Позднее были заключены договоры с СССР (1925) и Монгольской Народной Республикой (1926), признающие независимость Тувы.
Первая официальная делегация Танну-Тувы в составе Председателя Совета Министров Куулара Дондука, председателя Малого Хурала Монгуша Нимачапа и управляющего делами Сояна Далаа-Суруна прибыла в Москву в июне 1925 года. В состав делегации входили также военный министр К. Шагдыр и представитель молодёжи Бадан-оол. 22 июня 1925 года между Правительством Танну-Тувы и Правительством СССР был подписан Договор о дружбе и сотрудничестве.

### Первые годы независимости
Первым главой тувинского государства стал гун нойон Буян-Бадыргы. 13 августа 1921 года на Учредительном хурале (съезде) представителей всех кожуунов Тувы он был избран председателем Хурала и подтвердил приверженность СССР. Под его руководством была разработана и принята первая конституция страны, создан Тувинский революционный союз молодёжи (ТРСМ). 1920-е годы были очень сложными для молодого государства Танну-Тува. На его территорию претендовала Монгольская Народная Республика (МНР), лишь в 1926 году МНР признала независимость Тувы, но пограничные территориальные споры не были урегулированы (возможно, это стало одной из причин последующего вхождения Тувы в СССР).
В 1929 году первый генеральный секретарь ЦК Тувинской народно-революционной партии (ТНРП) и первый Председатель правительства Тувы Буян-Бадыргы был арестован и в 1932 году казнён. Вместе с ним был расстрелян бывший премьер-министр Куулар Дондук.

### Советизация
В 1930 году 5 выпускников Коммунистического университета трудящихся Востока, арестовывавших Куулара, были назначены чрезвычайными комиссарами Тувы. Лояльные по отношению к Сталину, они провели чистку[уточнить] правящей партии ТНРП от почти трети её членов, а также коллективизацию сельского хозяйства страны, которое было почти исключительно кочевым. Новое правительство провозгласило поддержку политики Сталина, а также приняло решение о необходимости ликвидации буддизма и шаманизма в Туве. Успешность в проведении последнего иллюстрируют следующие данные: если в 1929 году в Туве было 25 буддийских монастырей, около 4000 лам и шаманов, то уже 1931 году в республике остался лишь один монастырь, 15 лам и 725 шаманов. Ликвидировать кочевой образ жизни тувинцев было значительно сложней. Перепись населения в 1931 году показала, что 82,2 % населения Тувы были кочевниками.
Салчак Тока, один из пяти чрезвычайных комиссаров, в 1932 году был избран Генеральным секретарём Тувинской народно-революционной партии. Его правление Тувой прекратилось лишь с его смертью в 1973 году.
В 1937—1938 годах в Туве происходили политические репрессии, связанные с Большим террором в СССР.

### Тува во Второй мировой войне
22 июня 1941 года на X Великом Хурале Тувы была единогласно принята Декларация, в которой провозглашалось: 
Тувинский народ во главе со всей революционной партией и правительством, не щадя жизни готов всеми силами и средствами участвовать в борьбе Советского Союза против фашистского агрессора до окончательной победы над ним
Таким образом, ТНР стала первым иностранным государством, официально выступившим союзником Советского Союза в борьбе против гитлеровской Германии, после его вступления во Вторую мировую войну.
25 июня 1941 года Тувинская Народная Республика объявила войну Германии. При этом она обязалась оказать помощь Советскому Союзу. Москве был передан золотой запас республики (около 30 млн руб.). С июня 1941 по октябрь 1944 Тува поставила для нужд Красной армии 50 тыс. лошадей, 52 тыс. пар лыж, 12 тыс. полушубков, 15 тыс. пар валенок, 70 тыс. тонн овечьей шерсти, несколько сот тонн мяса, телеги, сани, упряжь и другие товары на общую сумму около 66,5 млн руб. На пожертвования населения закуплено несколько десятков боевых самолётов и танков.
В 1942 году советское правительство разрешило принимать на военную службу добровольцев из Тувы. Ещё раньше была объявлена мобилизация в Красную армию русскоязычных граждан. Первые добровольцы вступили в ряды Красной армии в мае 1943 и были зачислены в состав 25-го отдельного танкового полка (с февраля 1944 в составе 52-й армии 2-го Украинского фронта), который принимал участие в боевых действиях на территории Украины, Молдавии, Румынии, Венгрии и Чехословакии. В сентябре 1943 вторая группа добровольцев (206 человек) была зачислена в состав 8-й кавалерийской дивизии, где приняла участие в рейде по германским тылам на западе Украины. Всего за годы войны в рядах Красной армии служили до 8 тыс. жителей ТНР и советской Тувы.

### Вхождение в состав СССР
17 августа 1944 года VII сессия Малого Хурала ТНР приняла декларацию о вхождении Тувинской Народной Республики в состав Союза Советских Социалистических Республик и обратилась с ходатайством в Верховный Совет СССР принять ТНР в состав СССР на правах автономной области в РСФСР; Президиум Верховного Совета СССР Указом от 11 октября 1944 года удовлетворил ходатайство и предложил Верховному Совету РСФСР принять ТНР в состав РСФСР на правах автономной области. Указом Президиума Верховного Совета РСФСР от 14 октября 1944 года «О принятии Тувинской Народной Республики в состав Российской Советской Федеративной Социалистической Республики» ТНР была принята в состав РСФСР на правах Тувинской автономной области; референдум по этому вопросу не проводился.

## Государственное устройство
Высшим органом власти в Тувинской НР был Великий Хурал, являвшийся аналогом Съездов Советов в СССР. В промежутках между Великими Хуралами действовал Малый Хурал, являвшийся аналогом ЦИКов и работавший в сессионном порядке. В промежутках между сессиями Малого Хурала действовал его президиум. Распорядительным и исполнительным органом был Совет Министров.
Всего было проведено 10 Великих Хуралов:
- I (Учредительный) ВХ ТНР 14 августа 1921 года провозгласил Туву независимой народной республикой и принял первую её Конституцию;
- II ВХ ТНР в октябре 1924 года принял вторую Конституцию, по которой был учреждён Малый Хурал;
- III ВХ ТНР
- IV ВХ ТНР в ноябре 1926 года принял третью Конституцию;
- V ВХ ТНР
- VI ВХ ТНР
- VII ВХ ТНР
- VIII ВХ ТНР в октябре 1930 года принял четвёртую Конституцию;
- IX ВХ ТНР в 1935 году принял решение об организации государственного тувинского театра;
- X ВХ ТНР 25 июня 1941 года осудил агрессию Германии против СССР, изъявил желание участвовать в войне на стороне СССР, принял проект пятой Конституции ТНР для всенародного обсуждения.

В 1922 году была создана Русская самоуправляющаяся трудовая колония как форма автономии русского населения в Туве. В 1932 году ей на смену пришли комитеты советских граждан в ТНР.

## Руководители Тувинской Народной Республики

### Главы государства
Председатель Главного Центрального Совета:
- Соднам Балчыр (1921—1922)

Председатели президиума Малого Хурала:
- Куулар Дондук (1924—1926)[16][17]
- Нимачап (1926—1929)
- Чулдум Лопсакови (1929—1936)
- Адыг-Тюлюш Хемчик-оол (1936—1938)
- Оюн Полат (1938—1940)
- Хертек Амырбитовна Анчимаа-Тока (1940—1944)
- С 1932 года по 1944 год фактически управлял ТНР Салчак Калбак-Хорекович Тока

### Главы правительства
Председатели Совета Министров
- Буян-Бадыргы Монгуш (1921—1922)
- Лопсан-Осур Маады (1922)
- Идам Сюрюн (1922—1923)
- Соян Оруйгу (1924—1925)
- Куулар Дондук (1925—1929)
- Адыг-Тюлюш Хемчик-оол (1929—1936)
- Сат Чурмит-Дажы (1936—1938)
- Ондар Баир (1938—1940)
- Сарык-Донгак Чимба (1940—1944)

## Административно-территориальное деление
В 1921 году территория Тувы была разделена на 7 хошунов: Бейсэ-хошун, Даа-хошун, Маады, Оюннарский, Салчакский, Тоджинский, Шалык-Сартыльский.
С 20 сентября 1923 осталось 6 хошунов: Салчакский, Тес-Хемский (с. Самагалтай), Тоджинский (с. Тора-Хем), Улуг-Хемский (г. Шагонар), Уюкский, Хемчикский (в составе Бейсэ-хошуна и Даа-хошуна).
В 1929 Даа-Хошун переименован на Барун-Хемчикский (с. Кызыл-Мажалык), Бейсэ-хошун — на Дзун-Хемчикский (г. Чадан), Салчакский на Каа-Хемский (с. Сарыг-Сеп) хошун.
В 1932 образованы Пий-Хемский (г. Туран), Танну-Ольский хошуны.
В 1930-е годы образован Тере-Хольский хошун (с. Чиргаланды).
В 1941 образованы Бай-Тайгинский (с. Тэли), Монгун-Тайгинский (с. Мугур-Аксы), Овюрский (с. Хандагайты), Сут-Хольский (с. Суг-Аксы), Чаа-Хольский (с. Чаа-Холь) и Эрзинский (с. Сарыг-Булун) хошуны.
Таким образом, к 7 августа 1945 в стране имелось 16 хошунов (районов) и 1 город областного подчинения (Кызыл).

## Вооружённые силы

### Формирование и ранний период
Тувинская Народная Республика была провозглашена 14 августа 1921 года. Ещё в первые месяцы своего существования республика приступила к организации вооружённых сил, опираясь на традиционные кочевые военные практики местного населения. Первоначально в качестве боевых единиц выступали ополчения и партизанские отряды, в состав которых вошли бойцы, прошедшие службу по образцу местных традиций, а также участники революционных событий в регионе. Советские военные специалисты, прибывшие в Туву в рамках оказания поддержки молодой республике, сыграли важную роль в разработке первоначальной структуры вооружённых сил.

### Командование и структурные преобразования
Согласно архивным документам Государственного архива Республики Тува и исследованиям, опубликованным, например, в монографии В. Н. Бондаренко и А. И. Рябушина (2005), первым официальным главнокомандующим Народной армией ТНР был назначен генерал-майор Сергей Сергеевич Чепишёв. Он возглавлял военную организацию с 1921 по 1925 год, обеспечивая создание и первоначальное формирование боевых подразделений.
В 1929 году, в условиях тесного сотрудничества с Советским Союзом, началась комплексная модернизация вооружённых сил республики. В этот период военным советником стала фигура Михаила Ивановича Петрова, который отвечал за разработку программы реформирования армии, включавшей разделение войск на пехотные, кавалерийские и артиллерийские подразделения. По состоянию на 1934 год численность вооружённых сил ТНР оценивалась примерно в 2-3000 человек, что позволяло эффективно охранять внутренние границы и поддерживать порядок в республике.

### Участие в Великой Отечественной войне
После начала Великой Отечественной войны в 1941 году руководство ТНР выразило солидарность с Советским Союзом. Несмотря на ограниченные ресурсы, часть тувинских военных подразделений была мобилизована для оказания помощи Красной Армии. Помимо формирования временных соединений, республика поставляла лошадей, боеприпасы, одежду и прочее снаряжение, что свидетельствует о стремлении интегрировать оборонные возможности в общий фронтовой усилий страны.

### Интеграция в состав СССР
После проведения референдума в 1944 году Тувинская Народная Республика добровольно вошла в состав Советского Союза, преобразовавшись в Тувинскую автономную область. Вследствие этого шага вооружённые силы ТНР были расформированы, а их военнослужащие — интегрированы в ряды Красной Армии. Это событие ознаменовало окончание независимого существования тувинской армии и начало нового этапа в истории региона.